# العلاقات الفيتنامية الكورية الجنوبية
العلاقات الفيتنامية الكورية الجنوبية هي العلاقات الثنائية التي تجمع بين فيتنام وكوريا الجنوبية.
أقامت فيتنام وكوريا الجنوبية علاقات دبلوماسية رسمية في 22 ديسمبر عام 1992، وذلك على الرغم من العلاقات التاريخية المختلفة التي كانت بينهما بالفعل قبل ذلك بوقت طويل. قال رئيس الوزراء الفيتنامي فان فان خاي: «تُعد جمهورية كوريا شريكًا بغاية الأهمية لفيتنام، ونموذجًا جيدًا لفيتنام لتوسيع التعاون وتبادل الخبرات خلال عملية التنمية».

## التاريخ
فرّ آخر الناجين من سلالة لي الحاكمة إلى كوريا بعد مذبحة تران ثو دو الشاملة لعائلة لي. كان أحد الناجين المشهورين من سلالة لي الملك لي لونغ تيونغ، والذي ساعد لاحقًا في هزيمة المغول وأوقف احتلال المغول الكلي لكوريا لسنوات عديدة، وذلك على الرغم من اضطرار كوريا في النهاية إلى أن تصبح تابعة للمغول. قُدِّس بسبب هذه الجهود كواحد من أهم الأبطال في حروب المغول، وأصبح جزءًا هامًا من التاريخ الذي شكل الروابط التاريخية والمتبادلة بين كوريا وفيتنام، والتي استمرت لمدة ثمانية قرون وما زالت باقية منذ ذلك الحين.

## التجارة والاستثمار
كانت كوريا الجنوبية تدير 1.3 مليار دولار من التجارة مع فيتنام، وذلك بعد أربع سنوات من تطبيع العلاقات الدبلوماسية في عام 1992، فجعلها ذلك ثالث أكبر شريك تجاري لفيتنام. كانت أيضًا رابع أكبر مستثمر أجنبي بعد تايوان واليابان وهونغ كونغ، وذلك بعد أن وضعوا 1.987 مليار دولار في فيتنام. تضاعفت وتيرة استثماراتهم تقريبًا خلال السنوات العشر التالية. بلغ إجمالي الاستثمارات الكورية الجنوبية الجديدة في فيتنام حوالي 400 مليون دولار في الأشهر الخمسة الأولى من عام 2006، وكان هناك حوالي ألف شركة كورية لديها أعمال في البلاد.

## حركة الناس
كان هناك حوالي مئة ألف كوري في فيتنام وفيتنامي في كوريا الجنوبية منذ عام 2009.

## السياحة
بلغ عدد السياح الكوريون الجنوبيون 3,485,406 سائحًا في فيتنام اعتبارًا من عام 2018، وتُعد كوريا الجنوبية في المرتبة الثانية بعد الصين (4,966,468 سائحًا). شكلت الرحلات من فيتنام إلى كوريا الجنوبية نسبة ملحوظة بلغت 44.5% من حركة العبور الخارجية للبلاد في عام 2018. تُعد كل من دا نانغ وهوي أن أفضل الوجهات السياحية التي يزورها السياح الكوريون الجنوبيون.

## مقارنة بين البلدين
هذه مقارنة عامة ومرجعية للدولتين:
| وجه المقارنة                                              | فيتنام           | كوريا الجنوبية                                                          |
| --------------------------------------------------------- | ---------------- | ----------------------------------------------------------------------- |
| المساحة (كم2)                                             | 331.69 ألف       | 100.30 ألف                                                              |
| عدد السكان (نسمة)                                         | 94.66 مليون      | 51.47 مليون                                                             |
| الكثافة السكانية (ن./كم²)                                 | 285.39           | 513.16                                                                  |
| العاصمة                                                   | هانوي            | سول                                                                     |
| اللغة الرسمية                                             | اللغة الفيتنامية | اللغة الكورية                                                           |
| العملة                                                    | دونغ فيتنامي     | وون كوري جنوبي                                                          |
| الناتج المحلي الإجمالي (بليون دولار)                      | 234.19 مليار     | 1.53 تريليون                                                            |
| الناتج المحلي الإجمالي (تعادل القوة الشرائية) بليون دولار | 553.42 مليار     | 1.75 تريليون                                                            |
| الناتج المحلي الإجمالي الاسمي للفرد دولار أمريكي          | 2.48 ألف         | 27.22 ألف                                                               |
| الناتج المحلي الإجمالي للفرد دولار أمريكي                 | 5.63 ألف         |                                                                         |
| مؤشر التنمية البشرية                                      | 0.666            | 0.901                                                                   |
| رمز المكالمات الدولي                                      | +84              | +82                                                                     |
| رمز الإنترنت                                              | .vn              | .kr                                                                     |
| المنطقة الزمنية                                           | ت ع م+07:00      | توقيت كوريا الجنوبية، ت ع م+09:00، آسيا/سيول ‏، ت ع م+08:00، ت ع م+08:30 |

## مدن متوأمة
في ما يلي قائمة باتفاقيات التوأمة بين مدن فيتنامية وكورية جنوبية:
- ترتبط هانوي مع سول باتفاقية توأمة منذ 25 فبراير 2004.
- ترتبط هوي (مدينة) مع غيونغجو باتفاقية توأمة منذ 7 سبتمبر 2007.
- ترتبط ها فونغ مع إنتشون باتفاقية توأمة.

## منظمات دولية مشتركة
يشترك البلدان في عضوية مجموعة من المنظمات الدولية، منها:
| علم المنظمة | اسم المنظمة                                      | تاريخ انضمام فيتنام | تاريخ انضمام كوريا الجنوبية |
| ----------- | ------------------------------------------------ | ------------------- | --------------------------- |
|             | مؤسسة التمويل الدولية                            | 4 أغسطس 1967        | 16 مارس 1964                |
|             | منظمة حظر الأسلحة الكيميائية                     | ?                   | ?                           |
|             | يونسكو                                           | 6 يوليو 1951        | 14 يونيو 1950               |
|             | الأمم المتحدة                                    | 20 سبتمبر 1977      | 17 سبتمبر 1991              |
|             | وكالة ضمان الاستثمار متعدد الأطراف               | 5 أكتوبر 1994       | 12 أبريل 1988               |
|             | المنظمة الهيدروغرافية الدولية                    | ?                   | ?                           |
|             | منظمة الشرطة الجنائية الدولية                    | ?                   | ?                           |
|             | منتدى آسيان الإقليمي ‏                            | ?                   | ?                           |
|             | البنك الدولي للإنشاء والتعمير                    | 21 سبتمبر 1956      | 26 أغسطس 1955               |
|             | الاتحاد البريدي العالمي                          | ?                   | ?                           |
|             | مؤسسة التنمية الدولية                            | 24 سبتمبر 1960      | 18 مايو 1961                |
|             | منظمة التجارة العالمية                           | 11 يناير 2007       | ?                           |
|             | الفريق المعني برصد الأرض                         | ?                   | ?                           |
|             | بنك التنمية الآسيوي                              | 1966                | 1966                        |
|             | منتدى التعاون الاقتصادي لدول آسيا والمحيط الهادئ | 15 نوفمبر 1998      | 6 نوفمبر 1989               |

## أعلام
هذه قائمة لبعض الشخصيات التي تربطها علاقات بالبلدين:
- وون هو تشونغ (22 أكتوبر 1980 – )

## وصلات خارجية
- موقع وزارة الخارجية الفيتنامية
- موقع وزارة الخارجية الكورية الجنوبية